# Малик Володимир Кирилович
 Володи́мир Кири́лович Ма́лик  (справжнє прізвище — Сиченко; 21 лютого 1921, Новосілки — 31 серпня 1998, Лубни) — український письменник, автор пригодницьких та історичних творів. Багато його творів перекладено іноземними мовами. За романи «Посол Урус-шайтана», «Шовковий шнурок» та «Князь Кий» Малик був відзначений літературною премією імені Лесі Українки 1983 року.

## Життя і творчість
Народився Володимир Кирилович Малик 21 лютого 1921 року в селі Новосілки Макарівського району на Київщині в селянській родині. В сусідньому селі Ясногородці закінчив середню школу, а в 1938 році вступив на філологічний факультет Київського університету. Тоді ж почав складати вірші.
Незабаром розпочалася важка, багаторічна війна з нацистами. Навчання довелось перервати. Молодий студент пішов у народне ополчення, працював на оборонних роботах під Києвом та Харковом, був поранений. Потім Володимира Малика було вивезено до Німеччини, де йому в концентраційних таборах протягом двох років довелось пережити невимовні муки, голод, загрозу смерті. І лише в жовтні 1945 року вдалось повернутись на Батьківщину.
Після війни Володимир Кирилович працював у Ясногородській середній школі. Закінчивши заочно університет у 1950 році, молодий учитель переїхав з Київщини на Полтавщину, до міста Лубни 1953 року через переслідування МВС. Саме тут, у цьому історичному місті, найбільше захотілося Володимирові Малику своїми творами наблизити події далекого і героїчного минулого до сучасників, розповісти про народних звитяжців, людей особливого героїзму. Володимир Малик глибоко знайомився з історичною літературою, засиджувався в архівах, виїжджав на місця, де колись жили його майбутні герої. На Поділля, в гості до нащадків Кармалюка. В Карпати, до спадкоємців Довбушевих традицій, збирав народні перекази. І почали одна за одною виходити з-під його пера казки-легенди для молодших читачів «Чарівний перстень», «Месник із лісу», «Воєвода Дмитро», «Микита Кожум'яка», «Червона троянда».
У літературному доробку письменника є відомі пригодницькі повісті для читачів середнього шкільного віку, а саме: «Чорний екватор», «Двоє над прірвою», «Слід веде до моря», «Новачок», «Дві перемоги».
Найбільше Володимира Малика знають як автора історичних романів. Серед них найпопулярніші тетралогія «Таємний посол» (до якого входять романи «Посол Урус-шайтана» (1968 р.), «Фірман султана» (1969 р.), «Чорний вершник» (1976 р.) і «Шовковий шнурок» (1977 р.)., романи «Князь Кий» (1982 р.), «Чумацький шлях», «Горить свіча», «Черлені щити» (1985 р.) та останній роман «Князь Ігор. Слово о полку Ігоревім».
Малик відомий і як літературний критик. Його перу належить низка рецензій на твори українських прозаїків. У творчій спадщині В. Малика є добротна книжка — літературно-критичний нарис «Олесь Донченко» (1971 р.). Це видання присвячене життю та творчості старшого побратима та земляка В. Малика, одному з фундаторів української літератури для дітей Олександру Донченку, який тривалий час жив і працював у Лубнах на Полтавщині (куди 1953 року переїхав з Київщини Володимир Малик).
У житті письменник був чесною, скромною та доброю людиною. Багатьом початківцям допомагав порадами, вивів на широкий літературний шлях. Все своє життя письменник прожив гідно, у великих творчих та плідних трудах. Тематика творів Володимира Малика досить різноманітна. Так, у повісті «Чорний екватор» (1960 р.) розповідається про повстання народу Кенії проти англійських колонізаторів у 1952—1956 роках, повість «Слід веде до моря» (1975 р.) присвячена сучасній школі, а повість «Двоє над прірвою» (1983 р.) — боротьбі радянської молоді проти нацистів в роки Другої світової війни.
Помер Володимир Кирилович Малик 31 серпня 1998 року.

## Творчий доробок

### Збірка «Журавлі-журавлики»
Назву збірці дала казка-поема письменника «Журавлі-журавлики». Саме з цим твором вперше прийшов молодий поет до редакції з проханням її надрукувати. Маленькі читачі одразу полюбили цю поему. А йдеться в казці про ті давні часи, коли на нашу рідну землю здійснювали свої спустошливі набіги турецькі орди. Під час одного з таких набігів захопили вони в полон маленьку дівчинку Наталочку. Добре, чуйне серце мала ця дитина. Ще вдома, в рідній оселі зворушливо доглядала пораненого журавлика. А коли поневірялась в турецькому полоні, зуміла випустити на волю своїх земляків. Вдячний журавлик Павлик не забув Наталиного добра. Повертаючись разом з ключем на рідну землю, врятував маленьку україночку з чужоземного ярма.
У книжку увійшли ще такі казки-легенди письменника: «Чарівний перстень» — про безстрашного та мудрого ватажка опришків Олексу Довбуша; «Червона троянда» — про відважного хлопчину-партизана Василька та «Воєвода Дмитро», в якій змальовано трагічну подію в нашій історії — розгром ордами Батия захисників Києва та загибель від обвалу тисяч людей в Десятинній церкві міста.

### «Двоє над прірвою»
Під час повітряного бою в роки війни з нацистами молодого радянського льотчика-винищувача Володю Булатовича збив німецький «месершміт». Того, що довелось героєві повісті пережити після цієї події, вистачило б не на одне життя. Без документів, майже без одягу та харчів, молодий лейтенант опинився в окупованому німцями Києві. Потім потрапляв до німецьких таборів смерті в Німеччині та Польщі. Та, маючи нескорену силу духу, будучи людиною грамотною та гордою, продовжував боротись з нацистами на своїй і на чужій землі, вчасно підставляв своє плече слабшому, завжди умів дати правильну оцінку ворогові, залишався вірним своїм принципам і почуттям.

### Тетралогія «Таємний посол»
До тетралогії В. Малика «Таємний посол» увійшли романи: Посол Урус-шайтана (1968 р.), Фірман султана (1969 р.), Чорний вершник (1976 р.) і Шовковий шнурок (1977 р.) Задум цього полотна виник у В. Малика під впливом відомої картини художника-реаліста І. Рєпіна «Запорожці пишуть листа турецькому султанові». Перш, ніж приступити до написання роману, письменник багато працював в архівах, вивчав історичні документи.
В основу творів покладено реальні події російсько-турецької війни 1677—1678 років, а також наступного періоду аж до підписання Бахчисарайського мирного договору 1681 року. Ця війна ще відома під назвою Чигиринських походів.

## Твори
- «Журавлі-журавлики» (1957)[5]
- «Чарівний перстень» (1959)
- «Чорний екватор» (1960)
- «Месник із лісу» (1962)
- «Червона троянда» (1963)[6]
- «Новачок» (1965)[7]
- «Таємний посол»:[8]
  - «Посол Урус-шайтана» (1968)
  - «Фірман султана» (1969)
  - «Чорний вершник» (1976)
  - «Шовковий шнурок» (1977)
- «Слід веде до моря» (1975)
- «Князь Кий» (1980)
- «Двоє над прірвою» (1983)[9]
- «Черлені щити» (1985)[10]
- «Горить свіча» (1992)[11]
- «Чумацький шлях» (1993)[12]
- «Князь Ігор» (1999)[13]
- «Червоні маки» (вірші) (2001)[14]
- Чорнобривці (2007)[15]
- «Синя книга» (щоденник) (2010)[16]
- «Спогади. Листи до брата і друга» (2020)[17]

## Премія імені Володимира Малика
У пам'ять про письменника Премію імені В. Малика засновано Лубенською міською радою 2001 р. за пропозицією Фонду імені Володимира Малика «Слово» та редакції газети «Лубенщина» для відзначення письменників, літераторів, науковців, працівників освіти й культури, журналістів, митців, ділових людей, громадських та державних діячів. Присуджують за найкращі творчі здобутки, присвячені темі історії України та рідного краю. Номінації: «Література і публіцистика»; «Краєзнавство і народна творчість»; «Мистецтво і монументальна скульптура». Вручається кожного року напередодні дня народження В. Малика.